# Gustav Noske
Gustav Noske (9. juli 1868 i Brandenburg an der Havel – 30. november 1946 i Hannover) var en tysk politiker (SPD) og den første socialdemokratiske minister med ansvaret for militæret i tysk historie og den første føderale forsvarsminister overhovedet. Han er kendt for sin centrale rolle under novemberrevolutionen og de sociale og politiske konflikter i Tyskland mellem 1918 og 1920. 
Han var forsvarsminister fra 1919 til 1920 og var ansvarlig for nedkæmpelsen af spartakistoprøret i januar 1919. Han var som forsvarsminister ansvarlig for nedkæmpelsen af en række andre lokale kommunistiske forsøg på at gribe magten og oprettelse af rådsrepublikker efter sovjetisk forbillede. 
Som forsvarsminister var Gustav Noske ansvarlig for gennemførelsen af Versaillestraktatens bestemmelser om Tysklands afrustning og opløsning af landets mange frikorps, hvilket i 1920 førte til politisk uro i landet og til det højreorienterede Kappkup. Kappkuppet brød sammen som følge af en omfattende generalstrejke i Tyskland. Som betingelse for at afblæse strejken forlangte fagforbundene bl.a. Noskes afgang. Fagforbundene var utilfredse med, at kommunistiske oprør var blevet slået ned af Noske med militærmagt, hvorimod Noske ikke havde formået at indsætte militæret mod det højreorienterede Kappkup. Noske indgav sin afskedsbegæring den 20. marts 1920.

## Eksterne links
- Wikimedia Commons har flere filer relateret til Gustav Noske